# Kleiner Rettenstein
Der Kleine Rettenstein ist ein 2216 m ü. A. hoher Berg in den Kitzbüheler Alpen im österreichischen Bundesland Tirol. Er erhebt sich rund 3 Kilometer östlich seines „größeren Bruders“, dem Großen Rettenstein.

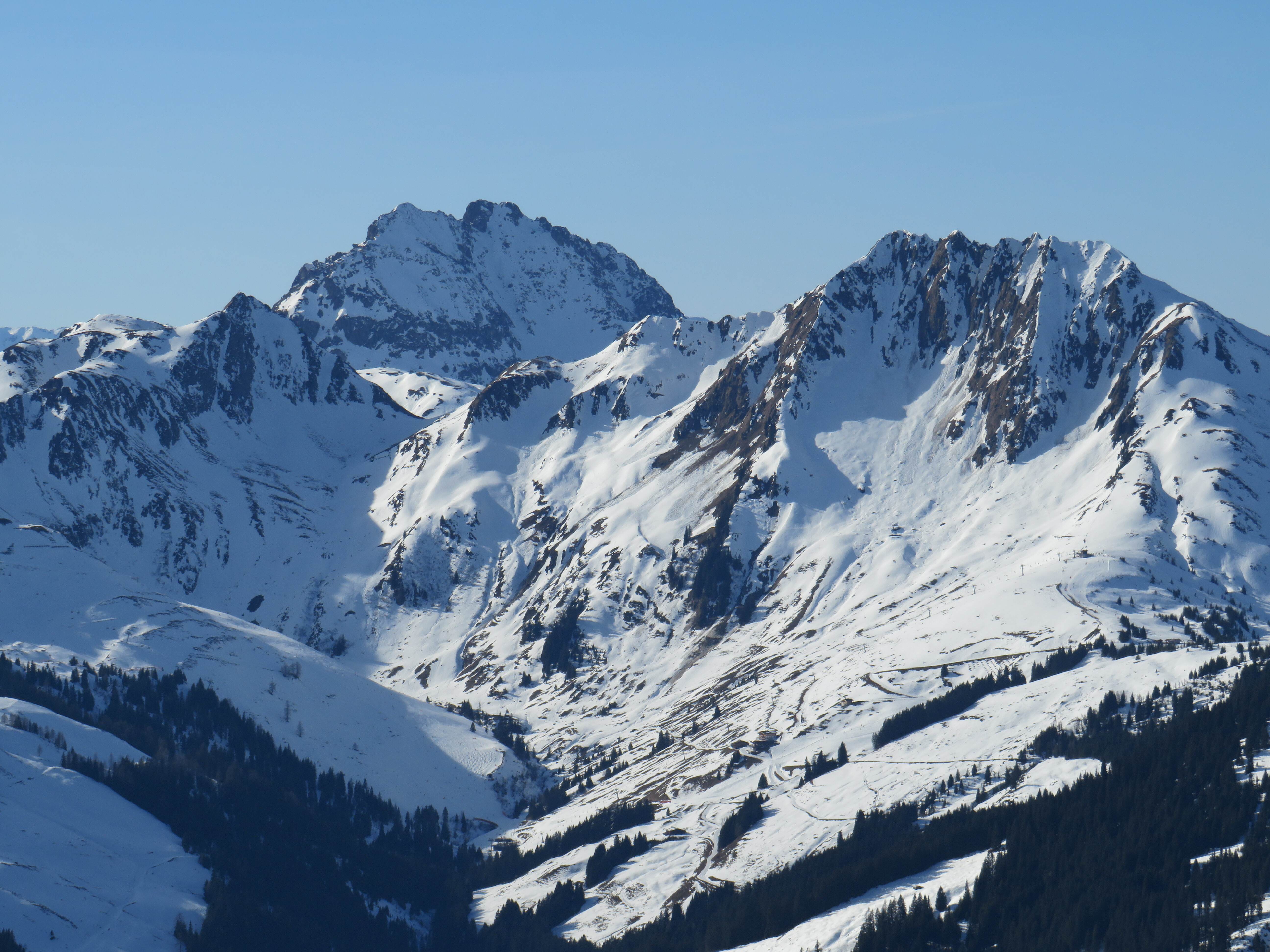
Rossgruberkogel, Großer Rettenstein und Kleiner Rettenstein, davor das Trattenbachtal

Auf den mehrgipfligen Berg führt über den Nordwestgrat ein schwarz markierter Bergsteig. Ab dem ersten Vorgipfel sind Trittsicherheit und Schwindelfreiheit erforderlich und die ab dort teils sehr ausgesetzte Route führt in Fels- und Grasschrofen über mehrere Grattürme und Scharten zum Kreuzgipfel hinauf. Gehgelände, teils aber auch leichte Kletterei (I), eine Stelle II, Drahtseilversicherung lediglich am Kreuzgipfel selbst.